# Tage Grøndahl
Tage Henning Grøndahl (14. oktober 1931 - 21. april 2014) var en dansk roer fra Sundby.
Grøndahl deltog, sammen med Elo Tostenæs, Børge Hansen og Mogens Sørensen, i både firer uden styrmand og firer med styrmand ved OL 1956 i Melbourne. Danskerne kom ind på sidstepladsen i det indledende heat i firer uden styrmand og var dermed ude af konkurrencen. I firer med styrmand kvalificerede danskerne sig til semifinalen efter en andenplads i det indledende heat, men røg herefter ud i semifinalen, hvor de sluttede på sidstepladsen. Styrmanden i den danske båd i denne konkurrence var John Wilhelmsen.
Fire år senere, ved OL 1960 i Rom, var Grøndahl med i toer uden styrmand sammen med Elo Tostenæs, hvor danskerne sluttede på en sidsteplads i sit semifinaleheat efter ikke at have gennemført løbet.